# Іван Ігнатюк
Іван Ігнатюк (20 жовтня 1928, Данці, Володавський повіт, Польща — 29 серпня 2013) — поет, фольклорист, український громадський діяч. Член Українського Товариства в Любліні.

## Біографія
Народився 20 жовтня 1928 року в селі Данці Володавського повіту, що на Підляшші. У 1947 році закінчив загальноосвітню гімназію у Володаві. У 1948—1949 роках був активним діячем польських молодіжних організацій, у 1950—1957 роках — член Польської об'єднаної робітничої партії. У 1964 році заочно закінчив економічний технікум імені Ветера в Любліні. 1953 року переїхав до Любліна. У 1956 році став одним з організаторів Українського суспільно-культурного товариства на Люблінщині, а в 1956—1957 роках виконував функцію заступника голови Воєвідського правління УСКТ в Любліні. У 1956—1958 роках Ігнатюк був учасником українського ансамблю пісні й танцю в Любліні. У 1958—1959 роках виконував функції секретаря Воєвідського правління УСКТ. У 1960—1983 роках працював у кооперативних організаціях Любліна.
З 1970 року почав записувати на Підляшші українські пісні, фольклор і звичаї. У 1969—1970 працював секретарем гуртка УСКТ, а в 1970—1975 роках був його головою. У 1973 році став членом Польсьського народознавчого товариства. Був організаційним керівником і співав у естрадній групі «Троянда». У 1983 році став співзасновником літературного об'єднання «Підляшшя» та співредактором літературного альманаху «Наш голос». Помер 29 серпня 2013 року.

## Творчість
Іван Ігнатюк відомий як збирач українського фольклору Південного Підляшшя. Він зібрав понад 1200 народних пісень, сотні казок, загадок, прислів'їв та приказок, велику кількість етнографічних матеріалів, зокрема, родинні та календарні звичаї та обряди. Творчість Івана Ігнатюка друкувалася в тижневику «Наше слово», альманаху «Наш голос», в українських календарях, часописах «Над Бугом і Нарвою» та «Podlaski Kwartalnik Kulturalny». На правах рукопису вийшли збірки його віршів «Кукання зозуль» (Ляймен, 1985) і «Проминання» (Люблін, 1986).

### Книги
Значна частина перелічених книг є самвидавом.
- Ігнатюк І. Подляськії веснянкі. — 1982. — 62 с.
- Українські пісні з Підляшшя, записані Іваном Ігнатюком і березню і листопаді 1983 року. — 35 с.
- Ігнатюк І. Народні пісні Підляшшя. Про народні лікування. — 35 с.
- Ігнатюк І. Народні пісні з Подляшшя ч. 2 : Кавалірскіїі пісні. — Люблин-Ст. Ільген, 1984. 54 с.
- Кукання зозуль. — Ляймен, 1985.
- Ігнатюк І. Народні пісні з Подляшшя ч. 3 : Любовниї письні. — Люблин-Ляймен, 1985. — 69 с.
- Ігнатюк І. Народні пісні з Подляшшя ч. 4 : Родинно-побутовиї письні. — Люблин-Ляймен, 1985. — 64 с.
- Проминання. — Люблін, 1986
- Ігнатюк І. Фольклорні записи з Підляшшя № 10. 2003 рік. — Люблин, 2003. — 77 с.
- Ігнатюк І. Фольклорні записи з Підляшшя № 11 2003—2005. — Люблин, 2005. — 76 с.
- Ігнатюк І. Обрядові пісні Підляшшя: весільні пісні. — 170 с.
- Ігнатюк І. Прислов'я, приказки і загадки. — Люблин. — 18 с.
- Ігнатюк І. Народні пісні з Подляшшя ч. 5 : Балади й гісторичні пісні. — 35 с.

### Статті
- Ігнатюк, Іван. Українські говірки південного Підляшшя / Іван Ігнатюк ; вступне сл.: Михайло Лесів. — Люблин: Episteme, 2013. — 108 с. — ISBN 978-83-62495-27-6

## Нагороди
- Хрест ордена Відродження Польщі (1979)[1]
- Заслужений діяч культури Польщі (1985)[1]